# Тур Новой Зеландии (женский)
Тур Новой Зеландии (англ. Women's Tour of New Zealand) — шоссейная многодневная велогонка, проходившая по территории Новой Зеландии с 2005 по 2015 год.

## История
Гонка была создана в 2005 году одновременно с возобновлением однодневной гонки Нью Зиланд Ворлд Кап. Она сразу вошла в Женский мировой шоссейный календарь UCI в котором проводилась на протяжении всей своей истории.
В 2013 и 2014 годах гонка не проводилась.
Маршрут гонки проходил в географическом регионе Уаирарапа на северном острове. Он состоял от 4 до 6 этапов и включал групповые этапы протяжённостью от 95 до 125 км, один или два критериума и индивидуальную гонку.
Рекордсменкой с двумя победами стала немка Юдит Арндт.

## Призёры
| Год  | Победитель        | Второй         | Третий           |
| ---- | ----------------- | -------------- | ---------------- |
| 2005 | Катрин Селлерс    | Кэти Браун     | Михо Оки         |
| 2006 | Сара Ульмер       | Приска Доппман | Трикси Воррак    |
| 2007 | Юдит Арндт        | Ли Хобсон      | Лориан Грэм      |
| 2008 | Кристин Армстронг | Ойнон Вуд      | Эрин Уиллок      |
| 2009 | Эмбер Халлидей    | Гао Минь       | Менг Ланг        |
| 2010 | Шелли Эванс       | Эмбер Небен    | Тиффани Кромвель |
| 2011 | Юдит Арндт        | Катрин Селлерс | Рут Корсет       |
| 2012 | Эвелин Стивенс    | Шара Гиллоу    | Тэрин Хизер      |
| 2015 | Тайлер Уайлз      | Меган Гарнье   | Эвелин Стивенс   |